# اتصال امیتر مشترک

یک ترانزیستور NPN که به صورت اتصال امیتر مشترک بسته شده است.

در الکترونیک برای ساخت تقویت کننده از روش‌های مختلفی استفاده می‌شود که از جملهٔ آنها استفاده از ترانزیستور BJT است، که خود شامل شیوه‌های مختلفی برای اتصال ورودی و خروجی به سه سر ترانزیستور است. یکی از این روش‌ها، روش اتصال امیتر مشترک است.

یک ترانزیستور NPN که به صورت اتصال امیتر مشترک با مقاومت امیتر بسته شده است.

## بهره
بهرهٔ این نوع ترانزیستور منفی است و از رابطهٔ زیر محاسبه می‌شود:
{\displaystyle A_{\text{v}}\triangleq {\frac {v_{\text{out}}}{v_{\text{in}}}}={\frac {-g_{m}R_{\text{C}}}{g_{m}R_{\text{E}}+1}}\approx -{\frac {R_{\text{C}}}{R_{\text{E}}}}\qquad ({\text{where}}\quad g_{m}R_{\text{E}}\gg 1).\,}

## مقاومت ورودی و خروجی
مقاومت دیده شده از ورودی به شکل زیر خواهد بود:
{\displaystyle r_{\pi }+(\beta +1)R_{\text{E}}\,}
مقاومت دیده شده از خروجی، {\displaystyle r_{\mathrm {o} }} موازی با {\displaystyle R_{\mathrm {c} }} است که با توجه به بزرگ بودن مقدار {\displaystyle r_{\mathrm {o} }}، می‌توان با تقریب مقاومت خروجی را {\displaystyle R_{\mathrm {c} }}
در نظر گرفت.

## مشخصات
|              | تعریف                                                                               | مقدار (با مقاومت در امیتر)                                                                                   | مقدار (بدون مقاومت امیتر، یعنی RE = ۰)     |
| ------------ | ----------------------------------------------------------------------------------- | --- | ------------------------------------------ |
| بهره جریان   | {\displaystyle A_{\text{i}}\triangleq {\frac {i_{\text{out}}}{i_{\text{in}}}}\,}    | {\displaystyle \beta \,}                                                                                     | {\displaystyle \beta }                     |
| بهره ولتاژ   | {\displaystyle A_{\text{v}}\triangleq {\frac {v_{\text{out}}}{v_{\text{in}}}}\,}    | {\displaystyle {\begin{matrix}-{\frac {\beta R_{\text{C}}}{r_{\pi }+(\beta +1)R_{\text{E}}}}\end{matrix}}\,} | {\displaystyle \approx -g_{m}R_{\text{C}}} |
| مقاومت ورودی | {\displaystyle r_{\text{in}}\triangleq {\frac {v_{\text{in}}}{i_{\text{in}}}}\,}    | {\displaystyle r_{\pi }+(\beta +1)R_{\text{E}}\,}                                                            | {\displaystyle r_{\pi }}                   |
| مقاومت خروجی | {\displaystyle r_{\text{out}}\triangleq {\frac {v_{\text{out}}}{i_{\text{out}}}}\,} | {\displaystyle R_{\text{C}}\,}                                                                               | {\displaystyle R_{\text{C}}}               |

## مدل سیگنال کوچک
در الکترونیک معمولاً این نوع مدارها را به دو شیوه تحلیل و بررسی می‌کنند:
1. سیگنال بزرگ (تحلیل بایاس یا DC)
2. سیگنال کوچک (تحلیل ac)

## کاربرد عملی

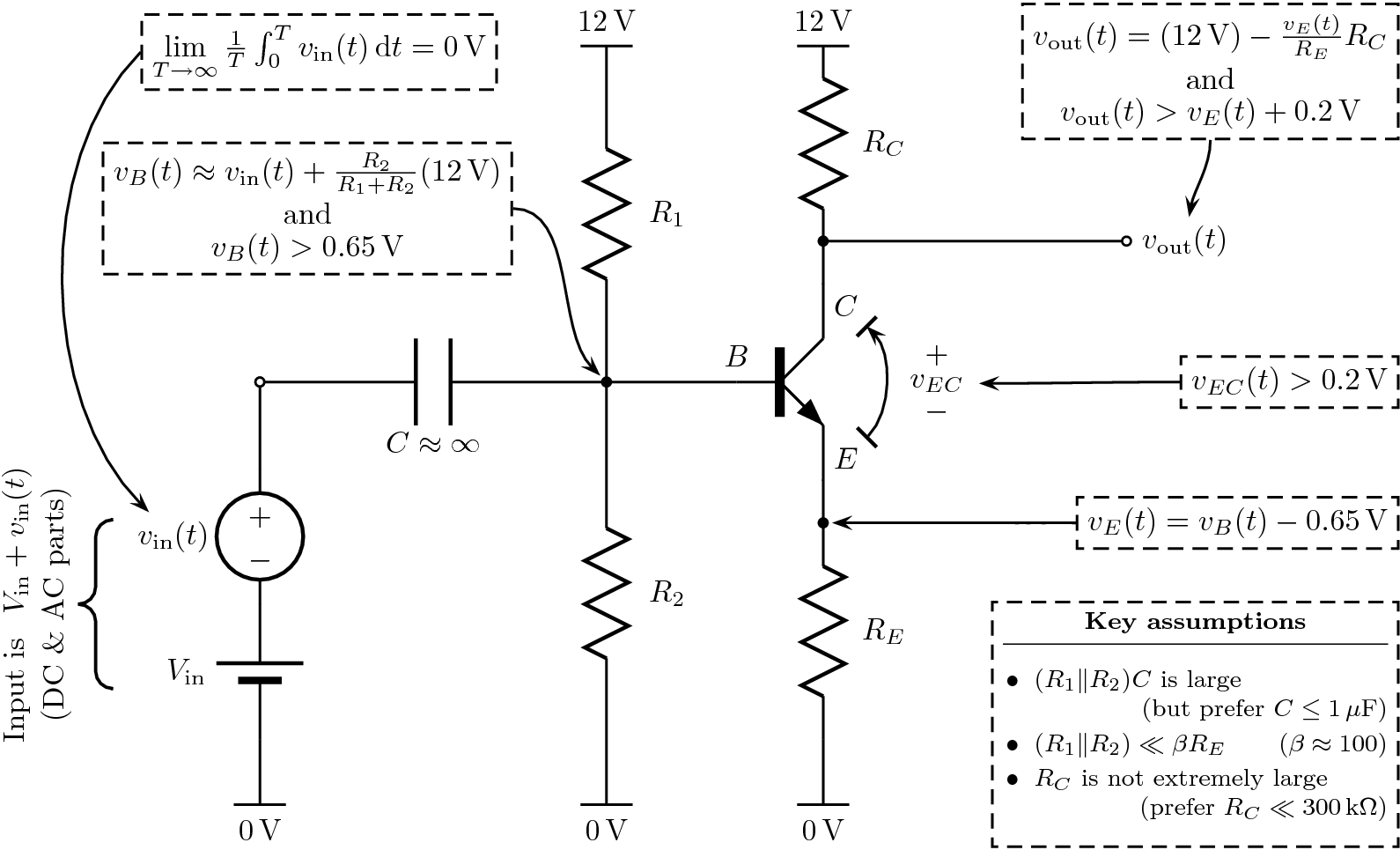
یک تقویت کننده امیتر مشترک که خروجی آن به صورت تک سر گرفته شده است.